# Константин Горбатов
Константин Иванович Горбатов е руски художник и график, професор в Петербургската художествена академия. Той е един от изтъкнатите представители на руското изкуство от първата трета на XX век, с разпознаваем стил и характерни теми. Творчеството му е близко до това на майсторите от Съюза на руските художници. В него присъстват както картини от слънчева Италия, така и руски лирични пейзажи. Използва доста импресионистични техники и е повлиян от символизма. Любимите мотиви на картините му са древните руски градове, църкви, манастири, природата на руския Север, волжките и селски пейзажи.

## Биография
Горбатов е роден на 5/24 май 1876 г. в град Ставропол на Волга, днес Толиати, в семейството на фармацевт.
От 1891 г., в продължение на 4 години, учи в Самара в класовете по живопис и рисуване на Фьодор Буров, където е съученик и приятел с Кузма Петров-Водкин. След това се записва в Рижкия политехнически институт при Джон Кларк. През този период в произведенията му се появяват северните реки и езера и пейзажи от старите руски градове като Псков, Новгород и Торжок. От 1896 г. продължава образованието си в Училището по рисуване и живопис на В. О. Блум, което завършва през 1903 г. През същата година постъпва във Висшето художествено училище по живопис, скулптура и архитектура към Императорската художествена академия (ИАХ) – първо в Архитектурния факултет, а на следващата година – в Катедрата по живопис, в ателието на передвижниците Александър Кисельов и Николай Дубовской. Там маниерът на художника е повлиян от тенденции, проникнали в жанра на пейзажа през втората половина на XIX век. Той възприема и активно използва впечатляващи светлинно-сенчести ефекти и цветови контрасти, характерни за тогавашните „пейзажи на настроението“.
По време на следването си сътрудничи като карикатурист на списанията „Секира“, „Жало“ и „Зарница“, като подписва работите си с Г. или Г. К. След завършването си художникът членува в Дружеството на художниците „Архип Куинджи“, Еврейското дружество за насърчаване на изкуствата и в Обществото на передвижниците. През 1914 – 1915 г. си сътрудничи със списание „Вершины“ като илюстратор. Творбите му често се появяват и в списанията „Нива“, „Лукомориье“, „Столица и усадьба“ и „Солнце России“.
През 1910 г. му е присъдена втора награда на Пролетното изложение на ИАХ за картината „Рибен пазар на река Псков“. При завършването си през 1911 г. представя картината „Отплаваха“ и получава титлата художник, както и правото на пътуване в чужбина за сметка на академията за период от две години. Прекарва това време в Италия и Испания и посещава Максим Горки на остров Капри. Между художника и писателя се създава добро приятелство и на острова Горбатов намира неизчерпаем източник на вдъхновение за цялата си последваща работа. Гледките от Капри, където многократно пребивава, съставляват значителна част от художественото му наследство. От италианския му период само градските пейзажи, посветени на Венеция, се приближават до броя на картините от Капари.
След завръщането си се установява в Санкт Петербург. Рисува пейзажи, по-рядко портрети, натюрморти и битови картини. Излага творбите си на Академични изложби (1906 – 1916), изложби на Обществото на руските акварелисти (1906 – 1911), Московското общество на любителите на изкуството (1908), Обществото на передвижниците (1912 – 1922) и Асоциацията на независимите художници (1916). През 1913 г. получава златен медал на Международното художествено изложение в Мюнхен за дипломната картина „Отплаваха“, през 1916 г. – първа награда „Архип Куинджи“ за картината „Роден кът“.
След Октомврийската революция публиката вече не е склонна да се възхищава на сияйните руски пейзажи и приказни картини. В първите години след революцията Горбатов живее в Петербург и още известно време участва в изложби – в първата Държавна безплатна изложба на произведения на изкуството в Петроград (1919), изложба на картини на руски художници в Псков (1920), 1-ва, 3-та и 5-та изложби на „Общността на художниците“ в Петербург (1921– 1922). По това време в Русия не се подкрепят традиционните художници, критиците отхвърлят идеалите на импресионистите и отричат изкуството като средство за финансов успех. Бързо става ясно, че със своите контрареволюционни църкви и руски пейзажи Горбатов катастрофално не попада в политическия дневен ред и отношението към него рязко се променя.
През 1922 г. художникът емигрира, като първо живее на остров Капри, а през 1926 г. се установява в Берлин. Там, по това време, се е събрала група от руски художници, която включва и негови приятели от академията като Иван Мясоедов, Леонид Пастернак и Вадим Фалилеев. Художникът е приет горещо от германската публика и колекционерите, рисува много и картините му се продават добре. В Мюнхен даже е издадена поредица от пощенски картички с репродукции на негови творби. Благодарение на това семейството живее в изобилие и почти в лукс. Художникът купува голям апартамент и го обзавежда с мебели в стил ампир. На фона на новините от СССР, където се провежда повсеместна колективизация и се унищожават църкви, животът на Горбатов изглежда щастлив.
Пътува из Италия почти всяка година. През 1928 г. посещава Иля Репин в Куокала, през 1934 – 1935 г. пътува до Палестина, през 1935 г. – до Лондон. Прави самостоятелни изложби в Берлин, Хамбург, Мюнхен, Кьолн, Дрезден, Рим, Копенхаген, Хага, Лондон. Участва в изложби на руското изкуство в Хага (1924), Питсбърг (1925), Кьолн (1929), Берлин (1930).
Горбатов преживява Втората световна война изцяло в Берлин. 65-годишният руснак е човек със съветски паспорт, трябва два пъти седмично да се подписва в полицията като „неблагонадежден“ и често е проверяван от властите. На семейството е забранено да напуска страната. Шведското посолство им издава паспорти, но само временни, за 4 месеца. По това време в Германия се налага стилът на изкуството на Третия райх и това прави темата за руската провинция напълно без значение.(7) Художникът продължава да твори и рисува по памет стари руски градове, реки и езера, Капри и Венеция. Участието му в изложби обаче приключва, а поръчките секват. Прекарва последните си години в бедност и страх за живота си в столицата на нацистка Германия. През 1945 г. Горбатов вече е много болен, чака с нетърпение края на войната, но живее след него само две седмици. След смъртта му вдовицата му Олга около месец обикаля празния апартамент, не издържа психически и се самоубива.
Художникът умира през на 24 май 1945 г. в освободния вече Берлин, а картините от ателието му са изпратени в Русия, в съответствие с последната му воля. Завещанието на Горбатов е намерено и предадено на властите от съветски офицер, танкист, който заема бившия апартамент на руския художник. То гласи: „Пиша това писмо в трагичен момент, когато смъртта заплашва всички, живеещи в Берлин. След войната искам всички мои картини да бъдат предадени на Художествената академия в Ленинград и нека тя постъпи с тях както намери за добре“. Въпреки следвоенната суматоха, посмъртното искане на Горбатов е изпълнено от правителството на ГДР.(4) Повече от 100 живописни платна и графики, както и архивите на художника са предадени на музея „Нов Йерусалим“. Именно там се намира най-голямата колекция от произведения на Горбатов и редовно се провеждат персонални изложби на негови картини.

## Творчество
Стилът на Горбатов е интересен пример за сливането на традицията на руския реалистичен пейзаж с импресионистични похвати и експериментите на френските фовисти. Но в същото време Горбатов не се стреми да се придържа към съвременните тенденции и остава малко старомоден, поне в предмета на изображението. Той рисува главно градове близо до водата – Псков или Венеция, или небесния град Китеж.
Творбите на Константин Горбатов са високо ценени от колекционерите. Пейзажите му се отличават с характерен и ясно разпознаваем стил. В руската класика от 19 – 20 век разпознаването на автора е доста деликатен момент, тъй като много художници рисуват еднотипно и разграничаването на един пейзажист от друг не винаги е лесно. Маниерът на Горбатов се характеризира с широки мазки и специфично отразяване на светлината. Художникът има специално отношение към гледките на руските реки, лодки, ветроходни шхуни, морето и крайбрежните градове. В една от публикациите за него той е характеризиран като „речна душа“. Творбите на Горбатов обикновено са много леки и лъчезарни, дори тези, които са рисувани в трудни периоди.
Когато през 1913 г. художникът се завръща в Русия, започва да пътува из провинцията, рисува много пейзажи с любимите си реки и църкви. Произведенията му от средата на 1910-те години излъчват любов към Русия и нейната история. По това време той с удодволствие работи с исторически, епични и приказни символистични теми, използвайки оригинални, отчасти импресионистични техники. Създадени с широка, текстурирана, мека четка, творбите му притежават свежестта на общото цветово решение и се характеризират с фино изобразяване на спецификата на светлината и въздуха.
Корабите, познати от детството му на река Волга са беляни – огромни плоскодънни, дървени плавателни съдове, използвани за превоз на товари надолу по реката, главно дървесина. Художникът пресъздава една такава беляна в приказната картина „Невидимият град Китеж“, която рисува, запленен от легендата за града. Изпълнена е с гваш в светли тонове и многобройни отблясъци. Нарисуваният град прилича на голям, призрачен кораб с гребла и платна, плаващ по езеро. На самия кораб са изобразени голям брой различни сгради. Според легендата, при едно от татарско-монголските завоевания, хан Батий се приближава много близо до града и вижда, че той въобще не е укрепен. Но когато решил да нападне, изведнъж от земята изригва вода, която покрива селището и го скрива под себе си. Градът обаче продължава да живее под вода, заедно с жителите си и до днес.
Творчеството на Константин Горбатов е неотделимо свързано с развитието на руската реалистична живописна школа. Повлиян е и от творчеството на Иля Репин и редовно посещава известната репинова „сряда“ в имението Пенати. Най-близък по дух до Горбатов е Московският съюз на руските художници, където се формира руската версия на импресионизма, до голяма степен основана на лиричния пейзаж на Алексей Саврасов и Исак Левитан. Добре разпознаваемият стил „мозаечна четка“ на Горбатов се вписва чудесно в постимпресионизма на московската живописна школа. Друг съществен маниер в творчеството на художника заляга в основата на романтизма и академизма, които определят тенденцията към идеализиране на природата и декоративността на творбите, характерни за неговото творчество. Увлечението на Горбатов от архитектурата определя сюжетната линия на доста от творбите му – архитектурният мотив присъства постоянно в неговите платна и често се превръща в „главен герой“ на картината.
В чужбина Горбатов се чувства освободен от артистичните ограничения на следреволюционната Русия. Той слива импресионистичната техника с романтичните тенденции, вдъхновени от Архип Куинджи и създава изкуство, което, по негови думи, „представя живота не по начина, по който е, а по начина, по който може да бъде“. Този стил дава възможност за създаване на творби, отразяващи жизнена и слънчева обстановка, които, заедно с магическите картини, му носят уважение и значителни печалби.
Едно от най-впечатляващите му платна от италианския период е „Патио в Капри“. В картината се усеща руската представа за идилична Италия. Изобразената тераса над морето е предадена като магическо място, където човекът и природата съществуват заедно в единна хармония. В нея Горбатов прилага иновативна палитра, за да изрази по-добре разнообразните качества на светлината по крайбрежието, улавяйки перфектен времеви момент – един спокоен следобед в Капри. Малките светлинки, които отразяват слънчевите лъчи, са изобразени с грациозни и смели мазки. Те проблясват през дърветата и меко осветяват вътрешния двор с петна от сянка, а планината, небето и морето изглеждат забулени и неясни в далечината. Въпреки че се премества в Берлин той продължава да рисува италиански пейзажи през остатъка от живота си и се връща ежегодно в Капри и Венеция до избухването на Втората световна война.
Почти до края на дните си художникът продължава да твори: рисува натюрморти с цветя, пейзажи с гледки от Капри и Венеция и пейзажи на стари руски градове. Използва и мотиви, вдъхновени от пътуванията му до Англия, Палестина и Египет.
Творбите на Горбатов са пръснати в различни музейни колекции из цяла Русия, включително Третяковската галерия, Държавният руски музей, Историко-архитектурния и художествен музей „Нов Йерусалим“, Серпуховско-историческия музей и други.
- Стари руски градове
- Изглед от Стария град
- Баржи в Новгород
- Торжок (1917)
- Град под снега
- Пейзаж с църкви (акварел)
- Рибен пазар в Псков

- Реки и езера
- Старият Новгород. Баржи (1913)
- Кей в Новгород (1919)
- Псков (1919)
- Псков (1919)
- Новгород (1922)
- Пейзаж с езеро

- Италия
- Олга, съпругата на художника на верандата (1917)
- Сироко (1925 – 1927)
- Италианска къща (1926)
- Средиземноморска пергола с изглед от планинско селце (1926)
- На терасата (1931)
- Амалфи (преди 1939)

- Венеция
- Изглед от Венеция (1929)
- Площад „Сан Марко“ във Венеция
- Фойерверки във Венеция (1935)
- Нощ във Венеция
- Венеция
- Базиликата „Санта Мария дела Салуте“ във Венеция

- Палестина
- Ориенталски град (1928)
- Йерихон (1935)
- Яфа
- Йерусалим (1935)
- Назарет (1935)
- Арки